# Spalangia kingstonensis
Spalangia kingstonensis är en stekelart som beskrevs av Girault 1933. Spalangia kingstonensis ingår i släktet Spalangia och familjen puppglanssteklar. Inga underarter finns listade i Catalogue of Life.